# Oktant (ozvezdje)
Oktant je medlo ozvezdje globoko na južnem nebu. Latinsko ime pomeni osmino kroga in se nanaša na inštrument za navigacijo. Leta 1752 ga je povezal astronom Nicolas-Louis de Lacaille. Ostalo je eno od 88 sodobnih ozvezdij.

## Zgodovina in mitologija
Oktant je eno od 14 ozvezdij, ki jih je med dvoletno ekspedicijo na Rtu dobrega upanja formuliral francoski astronom Nicolas-Louis de Lacaille. Prvotno se je imenoval "L'Octans de Reflexion" - oktant, ki odseva. Bil je del njegovega kataloga južnega neba Coelum Australe Stelliferum, ki so ga objavili posmrtno leta 1763. V Evropi so ga poznali pod imenom Octans Hadleianus po angleškem matematiku Johnu Hadleyju, ki je leta 1730 izumil to napravo. Zaradi medlosti in poznega odkritja (zelo južna zemljepisna širina) ni z ozvezdjem povezan noben mit.

## Pomembne značilnosti

### Zvezde
Oktant je zelo medlo ozvezdje; najsvetlejša zvezda je ν Oktanta, orjakinja spekta I, razred K1 III z magnitudo 3,73
σ Oktanta je južna polarna zvezda z magnitudo 5,4. Od pravega južnega nebesnega pola je oddaljena samo 1 stopinjo. Zaradi medlosti ni zelo praktična za navigacijo. Navigatorji si lahko za določanje južnega pola na srečo pomagajo z drugimi metodami, npr. ozvezdjem Južni križ, ki kaže proti južnem nebesnem polu, če povečemo črto med Gamo in Alfo Južega križa. Druga metoda vključuje asterizem iz Sigme, Hija, Taua in Ipsilona Oktanta, ki izrišejo značilen trapez.
Poleg Zempljinega vsebuje Oktant tudi južno polarno zvezdo Saturna, ki je Delta Oktanta (magnituda 4,3).